# Dead Set
Dead Set, en España titulada Dead Set: Muerte En Directo, es una serie de televisión inglesa de terror creada por el escritor inglés Charlie Brooker y nominada a los premios BAFTA. La serie, ambientada en la casa del Gran Hermano británico, fue estrenada en el canal E4 el 27 de octubre de 2008. Los cinco episodios con los que consta la serie fueron emitidos en cinco noches consecutivas.
El primer episodio obtuvo una audiencia de poco menos de un millón y medio de espectadores y un 8,3% del total de cuota de pantalla.
La serie fue reemitida del 6 al 8 de enero de 2009 en tres episodios de una hora de duración.

## Detalles de producción
Aunque la verdadera casa de Gran Hermano del Reino Unido está en Elstree Studios, Borehamwood, la casa que aparece en Dead Set es un estudio construido sobre una antigua base militar en Virginia Water, Surrey, propiedad de QinetiQ. Allí se han rodado también otras producciones como Holby Blue, Primeval y Echo Beach. La serie se grabó durante el verano de 2008. La expulsión de Pippa se grabó fuera de la casa de Gran Hermano del Reino Unido durante la expulsión de Belinda, cosa que produjo algunos pequeños errores de continuidad como que el logo de Gran Hermano que aparece en algunos momentos es el real, no el de la serie.
Según se nos dice en el DVD, las escenas que protagoniza la zombi Davina McCall se grabaron en un día, y los cuerpos que se muestran en el pasillo durante la escena se hicieron con muñecos SFX (además del cuerpo de Eugene Sully del que Davina se alimenta). McCall explicó que le aparecieron algunos moretones al día siguiente a causa de varias escenas en las que se la ve aporreando una puerta y que basó su forma de correr siendo zombi en el estilo del T-1000 de la película de 1991 Terminator 2: el juicio final. Un muñeco de Davina McCall se utilizó en algunas escenas en las que ella no estaba disponible para grabar.
Algunos extras se utilizaron para varios zombis debido al coste de las lentes de contacto que llevaban para darles su aspecto azulado. La escena del segundo capítulo en la que el coche de Alex y Riq deja de funcionar iba a ser en un principio una explosión, pero la falta de presupuesto hizo que se cambiara.

## Reparto
- Jaime Winstone es Kelly.
- Riz Ahmed es Riq.
- Adam Deacon es Space.
- Andy Nyman es Patrick.
- Warren Brown es Marky.
- Beth Cordingly es Veronica.
- Kathleen McDermott es Pippa.
- Kevin Eldon es Joplin.
- Raj Ghatak es Grayson.
- Chizzy Akudolu es Angel.
- Liz May Brice es Alex.
- Elyes Gabel es Danny.
- Shelley Conn es Claire.
- Jaqui Oviedo es Jeimi.
- Charlie Brooker as él mismo.
- Krishnan Guru-Murthy as ella misma.

### Cameos de participantes deGran Hermano
- Aisleyne Horgan-Wallace
- Brian Belo
- Imogen Thomas
- Helen Adams
- Paul "Bubble" Ferguson
- Saskia Howard-Clarke
- Kinga Karolczak
- Eugene Sully
- Makosi Musambasi
- Ziggy Lichman[3][4]

## Web y DVD
La web apareció el 17 de septiembre de 2008. Contiene imágenes, videos y competiciones relacionadas con la serie. También hubo una campaña de marketing viral en la página UnseenScreen.com.
También existe un DVD de toda la serie que se puso a la venta el 3 de noviembre de 2008 y consta de 138 minutos de video. Además hay en él una selección de escenas eliminadas y de extendidas, entre las que se incluyen la expulsión completa de Pippa, una parte de un episodio ficticio de 8 Out Of 10 Cats, y la muerte de Pippa en el capítulo final a manos de su madre zombi.

## Argumento
Capítulo 1
Durante la noche de eliminación del reality show de Gran Hermano, la ciudad sufre de disturbios y huelgas. El director del programa, Patrick, mantiene en calma al grupo por la posibilidad de que el show, aún en vivo, puede ser reemplazado por las noticias de los disturbios de esa ciudad. Mientras que Claire da las órdenes mediante el megáfono que comunica a los que están en la casa, los excompañeros del reality show tienen una fiesta en la Sala Verde, y Davina, la presentadora del programa, se prepara para anunciar el próximo eliminado de la casa.
Los actuales compañeros de la casa, Marky, Verónica, Joplin, Grayson, Angel, Space y Pippa, se preparan para la eliminación; Kelly, la auxiliar de producción, está enfrascada en el ritmo frenético de su trabajo mientras recibe llamadas de su novio Riq, que está atascado en una estación de tren, debido a que le robaron el coche. Sophie, otra ayudante, transporta a la madre de Pippa a los estudios de grabación, ya que ella es la eliminada. Durante el trayecto, el chófer se detiene para ver a un zombi comiéndose a otra persona, y este lo ataca. Sophie y la madre de Pippa lo auxilian, pero cuando llegan a los estudios, el chófer, convertido en zombi ataca a las mujeres y a un guardia cercano.
Cuando Davina anuncia a Pippa como la eliminada y la entrevista en un cuarto, el guardia se dirige a la multitud y comienza a infectar a las personas, formándose un caos en las afueras de la ciudad. Los zombis invaden el interior de los estudios atacando a Davina, el equipo de producción y los excompañeros. Kelly es atacada, pero se libera encerrándose en un cuarto, percatándose del caos en las afueras de los estudios.
Al día siguiente, los compañeros de la casa presentan conflictos de convivencia, ajenos a la situación que pasa afuera. Patrick encuentra escondida a Pippa en la Sala Verde, y ellos están encerrados, con Davina zombi afuera en el pasillo. Kelly sale de los estudios y se dirige a escapar en una camioneta, pero es obligada a entrar a la casa estudio esquivando un camarógrafo zombi. Cuando Kelly entra, los compañeros creen que es una nueva concursante, pero ella les dice que hay algo detrás de los espejos de doble cara, Marky decide abrir la puerta principal y es atacado por el cámara zombi, que alcanza a morder a Angel, y Kelly le rompe la cabeza al zombi con un extintor.
Capítulo 2
Riq sigue su camino después del robo de su coche, y llega a una gasolinera. Al entrar, se acerca un zombi por afuera, donde es rescatado por Alex, otra superviviente. Los dos parten hacia la costa, ya que Alex mencionó que es más seguro allí, pero en medio de la carretera se estropea el coche. Alex obliga a Riq a arreglarlo mientras lo protege de varios zombis que están alrededor; Riq no es capaz de arreglar el coche y se encuentran acorralados por cientos de zombis, por lo que deciden refugiarse en una casa cercana.
Patrick y Pippa siguen encerrados en la Sala Verde, sin comunicación ni alimento; Patrick necesita ir al baño; mientras Davina merodea el pasillo intentando entrar.
En la casa, los compañeros deciden mover a Angel al invernadero, para que cuando esta muera, se contenga en el cuarto. Grayson explica que puede mantenerla viva mediante medicamentos y suministros; entonces Kelly, Marky y Space planean ir al supermercado más cercano, mientras Verónica y Joplin distraen a los zombis. Antes de irse, Kelly da a Grayson unas tijeras, diciéndole que cuando Angel se convierta en zombi, la apuñale en la cabeza. En la huida hacia el supermercado, Marky se lastima el brazo con una herramienta.
Capítulo 3
Kelly, Marky y Space llegan al supermercado y encuentran las medicinas y los suministros. De la nada sale un zombi, y ellos se dirigen a la camioneta, cuando aparecen dos policías que disparan contra los zombis. Uno de ellos alcanza a morder a un policía, y el otro, sin vacilar, mata a su compañero, explicando al grupo que la infección se propaga por mordiscos y no hay nada que detenga eso. El policía sospecha de la herida que tiene Marky, cuando Kelly, en defensa, dispara al policía y escapan en la camioneta, mientras el policía herido es comido por los zombis cercanos.
En el invernadero, Grayson intenta consolar a Angel y esta deja de respirar. Grayson piensa en apuñalarla cuando esta, convertida en zombi, ataca a Grayson. Verónica y Joplin escuchan los gritos y se dirigen al patio donde ven a Grayson salir del invernadero con la herida en su cuello y a Angel zombi; ella ataca a Verónica, pero en sus últimos momentos Grayson la arroja a la piscina y cae muerto. Verónica y Joplin se guardan dentro de la casa y ven cómo Grayson se convierte en zombi; idean un plan para matar a Grayson y finalmente lo apuñalan en la cabeza. Kelly, Marky y Space llegan y ven a Angel zombi que no puede salir de la piscina, Kelly llega a la conclusión de que son poco inteligentes y que ellos pueden sobrevivir a los zombis, y Kelly le dispara en la cabeza a Angel.
Mientras, Riq y Alex, en la casa de campo, logran ver en televisión el programa de Gran Hermano, aún en vivo; Alex escucha un programa de radio francés donde hablan de rescates y Riq, sorpresivamente, ve en el programa a Kelly y a los demás, percatándose de que sigue viva.
Capítulo 4
Riq decide llegar a donde está Kelly y convence a Alex de acompañarlo en el trayecto. Se dirigen a los estudios por el río en un barco; en el camino Alex es atacada por un zombi y Riq llega donde está Alex. Mirando que la mordieron, Alex le da el hacha a Riq para que la mate, y Riq, con mucho pesar, la mata.
Patrick y Pippa logran matar a Davina, y llegan a la sala de control donde Patrick se comunica con los de la casa mediante el megáfono para poder unirse con ellos. Ya en la casa, Patrick planea dejar los estudios y dirigirse hacia la costa, pero Kelly le muestra la multitud de zombis en las afueras de los estudios. Aun así, Patrick dice que pueden usar el cuerpo de Grayson como señuelo y escapar en la camioneta. Nadie está de acuerdo, pero Patrick despedaza el cuerpo de Grayson.
Riq logra llegar a los estudios y Marky está en el tejado con el rifle de asalto del policía, cuando logra detallar a Riq, que lo confunde con un zombi. Marky lo tiene en la mira y dispara.
Capítulo 5
Marky falla el tiro, pero Riq dice que no es ningún zombi, y Kelly lo reconoce y se reencuentran. Cuando todos están en la casa, Patrick comenta su plan a Riq, pero él dice que no va a funcionar, ya que afuera hay muchos más zombis. Por ello, deciden quedarse en la casa. Patrick, no contento con la decisión, decide poner en marcha su plan solo, pero los demás lo dejan inconsciente y lo amarran. Más tarde, el grupo empiezan a discutir sobre qué hacer con Patrick, ya que con su plan, pone en peligro a todos. Mientras Patrick convence a Joplin de desatarlo, ellos cogen las armas y la taza con los restos de Grayson como señuelo, se dirige a la camioneta con Kelly de rehén. En una riña, Riq lo ataca pero Patrick lo mata. Joplin escapa en la camioneta hasta llegar a la compuerta que los separa de los zombis y la abre, dejando entrar a la multitud de zombis y muriendo al instante. Pippa sale corriendo a las salas de control con Space detrás de ella, y Kelly abandona el cuerpo de su novio para entrar con Marky, Verónica y Patrick a la casa; a este último lo cogen los zombis y lo descuartizan.
Kelly y los demás se encierran en la casa, con la multitud de zombis intentando entrar por los de vidrios doble cara. Mientras, Space llega a la sala de control y se encierra, donde lo alcanzan a morder. Space se comunica con Kelly y ella le dice que abra la Sala del Confesionario, que es la última oportunidad. En ese momento entran los zombis a la casa y Space abre la puerta del Confesionario donde solo logra entrar Kelly, y los demás son devorados por los zombis.
Kelly felicita a Space por haber ganado el concurso, ya que es el último concursante vivo, y en últimas, ella le dice que abra la puerta exterior. Space se niega, hasta que ve a Pippa zombi, tratando de entrar a la sala de control. Tan pronto como se abre la puerta, Kelly grita y la cámara se torna en color negro.
En la escena siguiente se ven varios lugares de los estudios de filmación; Joplin en las afueras del estudio convertido en zombi; Marky y Verónica en la casa comiéndose los restos de Grayson; Pippa y su madre en las puertas de los estudios; Space, convertido en zombi, mirando de forma extraña las cámaras de la sala de control. En la última escena se ve a Kelly en una habitación, de espaldas, caminando hacia una cámara y mirándola fijamente; una pantalla de la sala de control muestra la cara de Kelly… convertida en zombi.

## Acogida
Simon Pegg, uno de los escritores y protagonista de la comedia de zombis Shaun of the Dead, analizó Dead Set para The Guardian. Aunque en general le parece buena, también manifiesta su disconformidad con que los zombis de la serie se aparten de las características de los zombis lentos de las películas de George Romero y se acerquen más a los infectados de la película 28 Days Later o a los 'zombis rápidos' del remake del año 2004 Dawn Of The Dead. Brooker respondió que esto es debido a una serie de razones, incluyendo que Dead Set quería diferenciarse de Dawn of the Dead, y también que se necesitaba que la infección fuera muy rápida para fuera creíble que los productores no pudieran evacuar el estudio. Además citó dos películas de George Romero en los que los zombis no se comportan de la forma tradicional, incluyendo una escena en la que algunos niños zombi corren.

## Internacional
Comenzó a emitirse en España el 25 de julio de 2009 en Canal+, y el 15 de diciembre de ese mismo año se emitió en Cuatro.
En Latinoamérica comenzó a emitirse por el canal I.Sat el lunes 1 de noviembre de 2010 a las 22:30.